# 해방
해방(解放, emancipation)이란 정치 용어로서 다양한 의미를 갖는다.
보통, 기존에 기본적 인권을 침해당하는 법적인 제약 속에 있던 사람이 그 신세로부터 풀려나는 것을 해방이라 한다. 또한 보다 평등한 정치경제사회적 권리를 보장하여 특정한 권한이 박탈되어 있던 집단에게 그 권한이 부여될 때 그것도 수사적으로 해방이라고 한다.
카를 마르크스는 1844년 논문 「유대인 문제」에서 “정치적 해방”(political emancipation)이라는 말을 사용했다. 마르크스는 정치적 해방이란 “인종, 종교, 재산 등 개인의 특성과 무관하게 모든 개인이 국가와의 관계에서 법 앞에 평등하다”는 외관 하에 개인을 국가에 동화시키는 것이라고 정의하였는데, 이것은 인간이 국가로부터는 결코 해방될 수 없는 것이기에 진정한 “인간해방(human emancipation)”과는 다른 것이다. 